# 迷唐
迷唐（めいとう、拼音：Mítáng、生没年不詳）は、中国後漢時代の羌族の首領の一人。迷吾の子。

## 生涯
章和元年（87年）、護羌校尉の張紆の策によって迷吾および酋豪800数人はことごとく誅殺された。さらに張紆は兵を放って山谷間に住む羌人をも襲撃し、400数人を斬首して2千人以上を生け捕りにした。迷吾の子である迷唐およびその種人たちは塞に向かって号哭し、同じ羌族であるが敵対していた焼何羌・当煎羌・当闐羌らと同盟を結び、5千人で隴西塞を寇して太守の寇盱と白石で戦った。しかし迷唐は不利だったため、大小楡谷まで引き返し、北の属国諸胡を招いて附落を結集させた。これには張紆も討つことができなかった。
永元元年（89年）、張紆は罷免され、張掖太守の鄧訓がこれに代わって護羌校尉となった。その後、鄧訓は褒美の品を部族ごとに与えて離間を謀ったため、次第に諸種の結束は緩まっていった。
東吾の子の東号が立つ。このとき東吾の弟である号吾は種人を率いて後漢に降った。護羌校尉の鄧訓は兵を遣わして迷唐を撃ち、迷唐は大小楡谷を去って頗巌谷に移住した。
永元4年（92年）、鄧訓が病死したため、蜀郡太守の聶尚が代わって護羌校尉となる。聶尚は鄧訓がしきりに征伐しても勝てなかったのを見てきたので、文徳をもってこれを服属させようと考え、訳使を遣わして迷唐を大小楡谷に招き寄せた。迷唐はそれに応じると、祖母の卑缺を聶尚のもとへ赴かせた。帰る時、聶尚は自ら塞下まで卑缺を見送り、訳使の田汜ら5人をつけて廬落まで護送させた。しかし、迷唐は叛いて諸種と共に田汜らを八つ裂きにし、その血をもって盟約を結び、金城塞を寇した。
永元5年（93年）、聶尚は罷免され、居延属国都尉の貫友が代わって護羌校尉となる。貫友は迷唐を徳によって懐柔させようとしても叛乱を起こすだけなので、訳使を諸種に遣わして財貨をもって誘い、離間を謀った。貫友は兵を派遣して出塞し、迷唐を大小楡谷で攻め、首虜800数人を捕え、麦数万斛（こく）を収め、遂に逢留大河（ほうりゅうたいが：黄河）をはさんで城塢を築き、大航・河橋を造り、兵を渡して迷唐を撃とうと考えた。すると迷唐は部落を率いて遠く賜支の河曲に依った。
永元8年（96年）、貫友が病死したため、漢陽太守の史充が代わって護羌校尉となる。史充は湟中の羌胡を発し、塞を出て迷唐を撃ったが、逆に迷唐の衆によって史充の兵数百人が殺された。明年（97年）、史充が罷免され、代郡太守の呉祉が代わって護羌校尉となる。その秋、迷唐は8千人を率いて隴西を寇し、数百人を殺すと、勝ちに乗って深く入り、塞内を脅かして諸種羌と共に寇盗をおこなった。衆羌は歩騎3万人を合わせて隴西兵を撃破し、大夏長を殺した。後漢は行征西将軍の劉尚・越騎校尉の趙代を遣わし、北軍の五営・黎陽営・雍営・三輔の積射および辺兵の羌胡3万人を率いてこれを討った。劉尚は狄道に駐屯し、趙代は枹罕に駐屯した。劉尚は司馬の寇盱を遣わして諸郡の兵を監督させた。迷唐は懼れ、老弱を棄てて臨洮の南へ奔走した。劉尚らは追撃して高山に至る。追い込まれた迷唐はその精強を率いて対戦した。寇盱は千余人を斬り、牛馬羊万余頭を得る。迷唐は退去したが、漢兵の死傷者が多かったため、追撃はできなく、塞に戻った。明年（98年）、劉尚と趙代は罷免された。謁者の王信は劉尚の営を領して枹罕に駐屯し、謁者の耿譚も趙代の営を領して白石に駐屯した。耿譚が購賞を設けたところ、諸種がこぞって内附してきた。迷唐も恐れて請降してきたので、王信と耿譚は降伏を受け入れ、迷唐を宮闕に赴かせた。その2千にも満たない余衆は飢えによって自立できず、金城に入居した。和帝は迷唐にその種人を連れて大小楡谷に帰らせようとしたが、迷唐が種人の飢餓を理由に断った。それでも呉祉らは多くの金帛を迷唐に賜い、穀物を買い入れさせて出塞を促した。
永元12年（100年）、羌はまた叛き、湟中の諸胡を脅して率い、寇抄して去る。王信・耿譚・呉祉は皆罷免され、酒泉太守の周鮪が代って護羌校尉となる。明年（101年）、迷唐は賜支河曲に帰った。
初め、累姐種が漢に附くと、迷唐はこれを怨んでその酋豪を殺したため、諸種と不和になり、次第に味方が減っていった。その秋、迷唐は再び兵を率いて塞に向かった。周鮪は金城太守の侯霸および諸郡の兵・属国湟中の月氏諸胡・隴西の牢姐羌など3万人を合わせ、塞を出て允川に至り、迷唐と戦った。周鮪は営に戻って自ら守り、侯霸の兵は敵陣を陥れ、400余級を斬首した。羌衆は負傷して瓦解し、降者は6千あまりにのぼり、漢陽・安定・隴西に移住させられた。迷唐の部衆は千人にも満たなくなり、遠く賜支の河首を越えて発羌のもとに身を寄せた。明年（102年）、周鮪が罷免され、侯霸が代わって護羌校尉となる。安定の降羌の焼何種は諸羌数百人を脅して叛乱を起こすが、郡の兵によって滅ぼされ、その幼少の者はことごとく奴婢となった。
時に西海（現在の青海湖）および大小楡谷の左右の地域では羌の寇がなくなった。ここにおいて和帝は隃麋相の曹鳳を金城西部都尉とし、徙士を率いて龍耆に駐屯させた。後に金城長史の上官鴻は帰義・建威の屯田27部を開墾することを上表し、侯霸も東西邯の屯田5部を置き、留部屯田と逢部屯田の2部を増設することを上表したので、和帝はこれに従った。
永初中（107年 - 113年）に至り、諸羌が叛乱を起こすと、それらの屯田は廃止された。迷唐は衆を失い病死した。迷唐の一人息子が漢に降伏してきたが、その戸数は数十に満たなかった。

## 参考資料
- 『後漢書』西羌伝